# Generalløjtnant
Generalløjtnant er en tre-stjernet general og en militær rang i hære og luftvåben mellem generalmajor og general. Den er bredt brugt i flere lande og svarer til viceadmiral i marinen.
Generalløjtnanten bestrider i det danske forsvar en høj administrativ stilling. Stabschefen i forsvarskommandoen har altid rang af generalløjtnant/viceadmiral. Generalløjtnanter i Hæren bærer tre A-stjerner på hver skulder. I andre lande har en generalløjtnant kommandoen over et armékorps (2-4 divisioner ca. 50.000 mand).
Svarer til Air Marshal i RAF.
Danske gradstegn for generalløjtnant
- Hæren
- Flyvevåbnet

## Andre landes gradstegn for generalløjtnant (hær)
- Estland
Kindralleitnant
- Sverige
Generallöjtnant
- Grækenland
Αντιστράτηγος
- Rumænien
General-locotenent
- Tyskland under anden verdenskrig, Wehrmacht
- Tyskland, Bundeswehr
Generalleutnant.
- Italien
Tenente generale
- USA
Lieutenant General
- Schweiz
Korpskommandanten

## Kendte generalløjtnanter
- George Washington - USAs første præsident og første mand i USA til at have denne titel.
- Winfield Scott - general i USA for 47 år og den anden mand i USA til at have denne titel.
- Ulysses S. Grant – nordstaterne.
- Kjeld Hillingsø – forfatter.
- Stonewall Jackson – sydstaterne.
- James Longstreet – sydstaterne.